# Campo de fútbol municipal Nuevo Urritxe
El campo de fútbol municipal Nuevo Urritxe, denominado Campo Municipal de Urriche hasta 2002, es un estadio de fútbol español ubicado en Amorebieta-Echano, País Vasco. En este recinto juega sus partidos como local la Sociedad Deportiva Amorebieta. Tiene una capacidad para 1356 espectadores.
El estado fue inaugurado el 12 de octubre de 2002 sobre el solar que ocupaba el viejo campo de arena. El presupuesto para su construcción fue de 1 320 000 euros. El primer encuentro que se disputó en el lugar enfrentó a Athletic Club con Racing de Santander.
S.D. Amorebieta anunció en 2021 que para su debut en la Segunda División buscará un campo alternativo para ejercer su localía, debido a que no cumpliría con las condiciones para recibir encuentros de la segunda categoría. LaLiga también confirmó que el recinto no estaba habilitado para recibir partidos profesionales.